# 小野雄貴
小野 雄貴（おの ゆうき、1993年4月26日 - ）は、ラグビーユニオンの選手。

## プロフィール
- 群馬県高崎市出身。
- ポジションはフランカー(FL)。
- 身長 182 cm、体重 98 kg
- ニックネームはおのゆう、ゆーき。
- U20日本代表に選ばれたことがある[1]。

## 略歴
小学2年生からラグビーを始めた。
2012年、高崎商業高校卒業後、中央大学に入る。
2016年、中央大学卒業後、日野自動車レッドドルフィンズ(現・日野レッドドルフィンズ)に加入。同年11月19日に行われたトップイーストリーグDiv.1第10節の三菱重工相模原ダイナボアーズ戦に途中出場で公式戦初出場を果たす。
2023年6月、日野レッドドルフィンズを退団した。